# Basilique euphrasienne de Poreč
 (avril 2022).
Si vous disposez d'ouvrages ou d'articles de référence ou si vous connaissez des sites web de qualité traitant du thème abordé ici, merci de compléter l'article en donnant les références utiles à sa vérifiabilité et en les liant à la section « Notes et références ».
La basilique euphrasienne de Poreč (en croate : Eufrazijeva bazilika) est une basilique catholique située dans le centre historique de la ville de Poreč, en Istrie.
Elle fait partie d'un complexe épiscopal comprenant, outre la basilique elle-même, une sacristie, un baptistère, un campanile et le palais épiscopal.
Ce sanctuaire datant du VIe siècle, représentatif du style byzantin, est classé sur la liste du patrimoine mondial de l'UNESCO depuis 1997.

## Histoire
L'édifice actuel succède à un premier oratoire dont les origines remontent au IVe siècle. De ce premier sanctuaire dédié à saint Maur de Parentium (Premier évêque de Poreč, mort en martyr au IIIe siècle. Son nom fait référence au nom antique de la ville, Colonia Iulia Parentium), il subsiste un pavage en mosaïques qui est lui-même un réemploi d'une villa romaine.
Ce premier oratoire est considérablement agrandi dans la seconde moitié du IVe siècle.

Le poisson - l'un des premiers symboles chrétiens, bien antérieur à la croix - qui orne la mosaïque date de cette période, estimation que corroborent les pièces de monnaie frappées du portrait de l'empereur Valens (364-378) retrouvées au cours de fouilles archéologiques.
L'édifice a été classé au patrimoine mondial de l'Unesco en 1997.

## Architecture

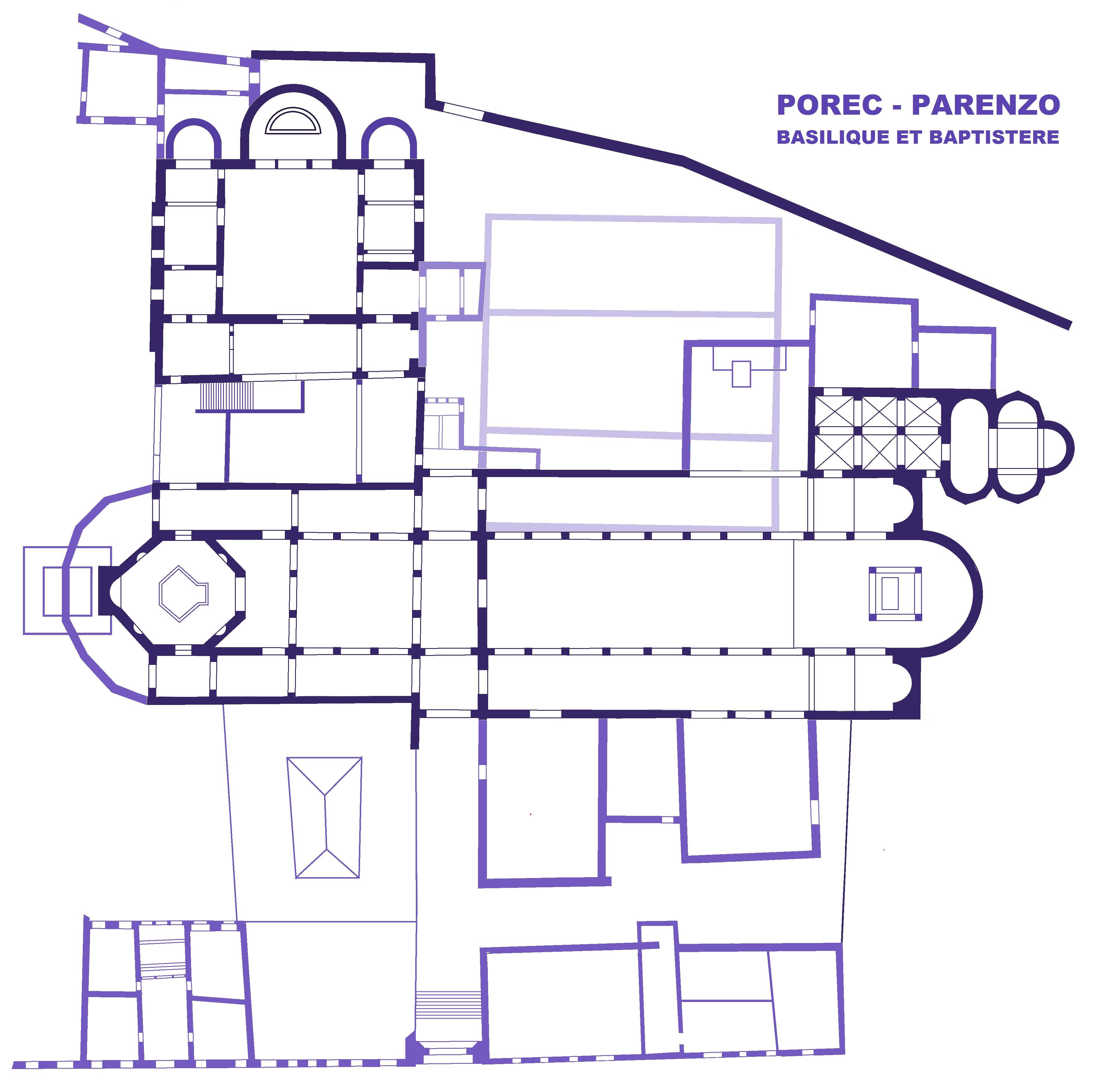
Plan du groupe épiscopal.

La basilique actuelle, dédiée à la Vierge Marie, est érigée à partir de l'an 553 à la demande de l'évêque Euphrasius. Réalisée en 10 ans, elle s'élève à l'emplacement de l'ancien sanctuaire, préalablement détruit, et dont une partie des pierres a servi à la construction de la nouvelle basilique.

Dans le même temps, des blocs de marbre issus de carrières situées dans la région de la mer de Marmara sont importés et incorporés à l'édifice.
Alors que la réalisation des mosaïques ornant les murs de l'abside (où l'évêque Euphrasius apparaît aux côtés de Saint Maur de Parentium) est confiée à de grands artistes byzantins, le pavage est l'œuvre d'artistes locaux.
La basilique fait partie d'un complexe épiscopal comprenant un baptistère octogonal (VIe siècle), un campanile datant du XVIe siècle, un atrium bordé de colonnades où plusieurs tombes ont été retrouvées, l'ensemble étant dominé par le palais épiscopal, contemporain de la basilique (VIe siècle).
L'abside est précédée d'une nef bordée de bas-côtés. 18 colonnes en marbre surmontées de chapiteaux (ornés de motifs animaliers ou végétaux et reprenant chacun le monogramme de l'évêque Euphrasius) séparent le vaisseau principal des vaisseaux latéraux.

L'abside seule possède des voûtes en pierre (voûte en cul de four), le reste de l'édifice étant entièrement charpenté.
Le sanctuaire abrite également un trésor comprenant des objets d'époque paléochrétienne, byzantine et médiévale. Une chapelle votive attenante à la sacristie abrite les reliques de Saint Maur (sv. Mavro) et de Saint Éleuthère.

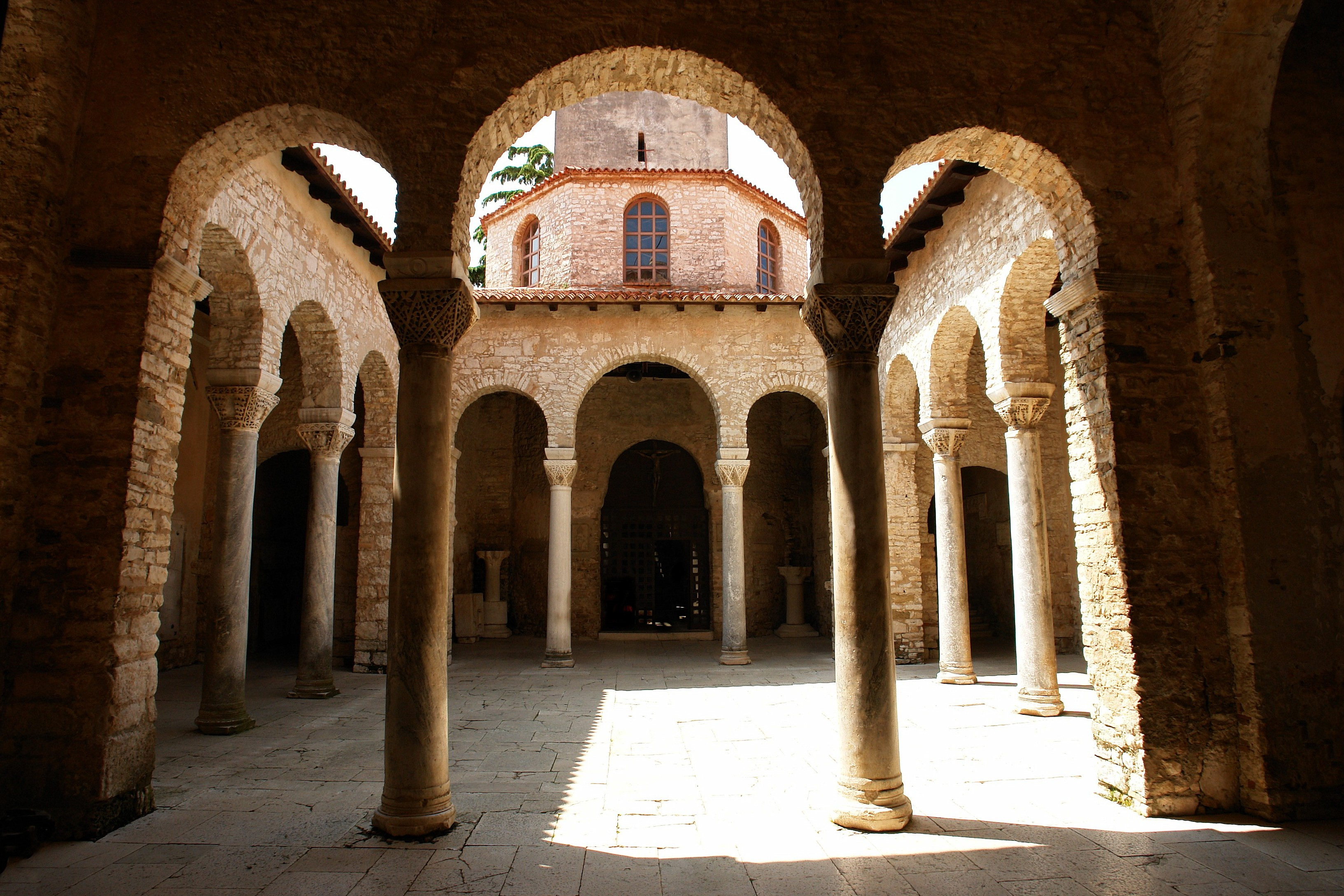
L'atrium.
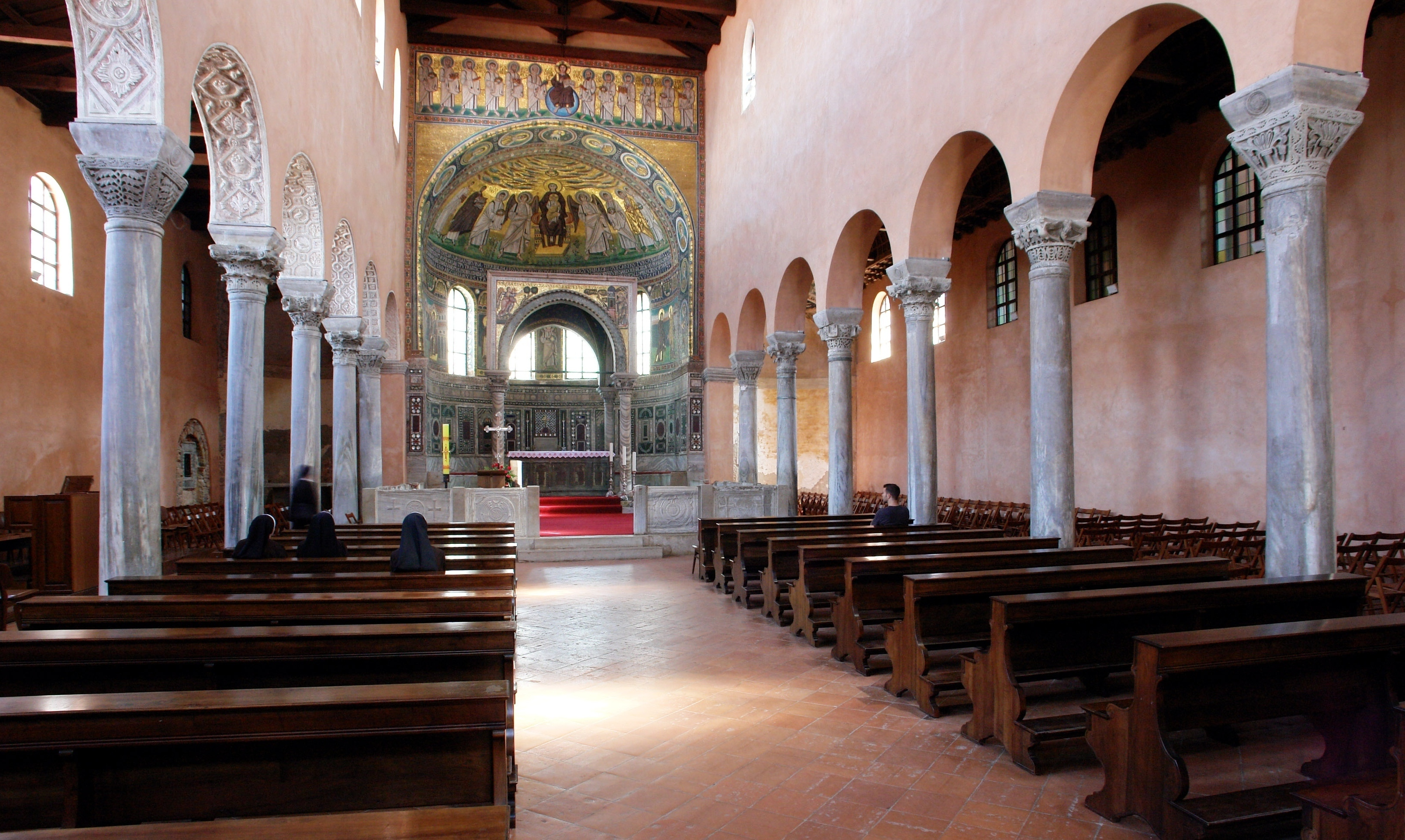
La nef.
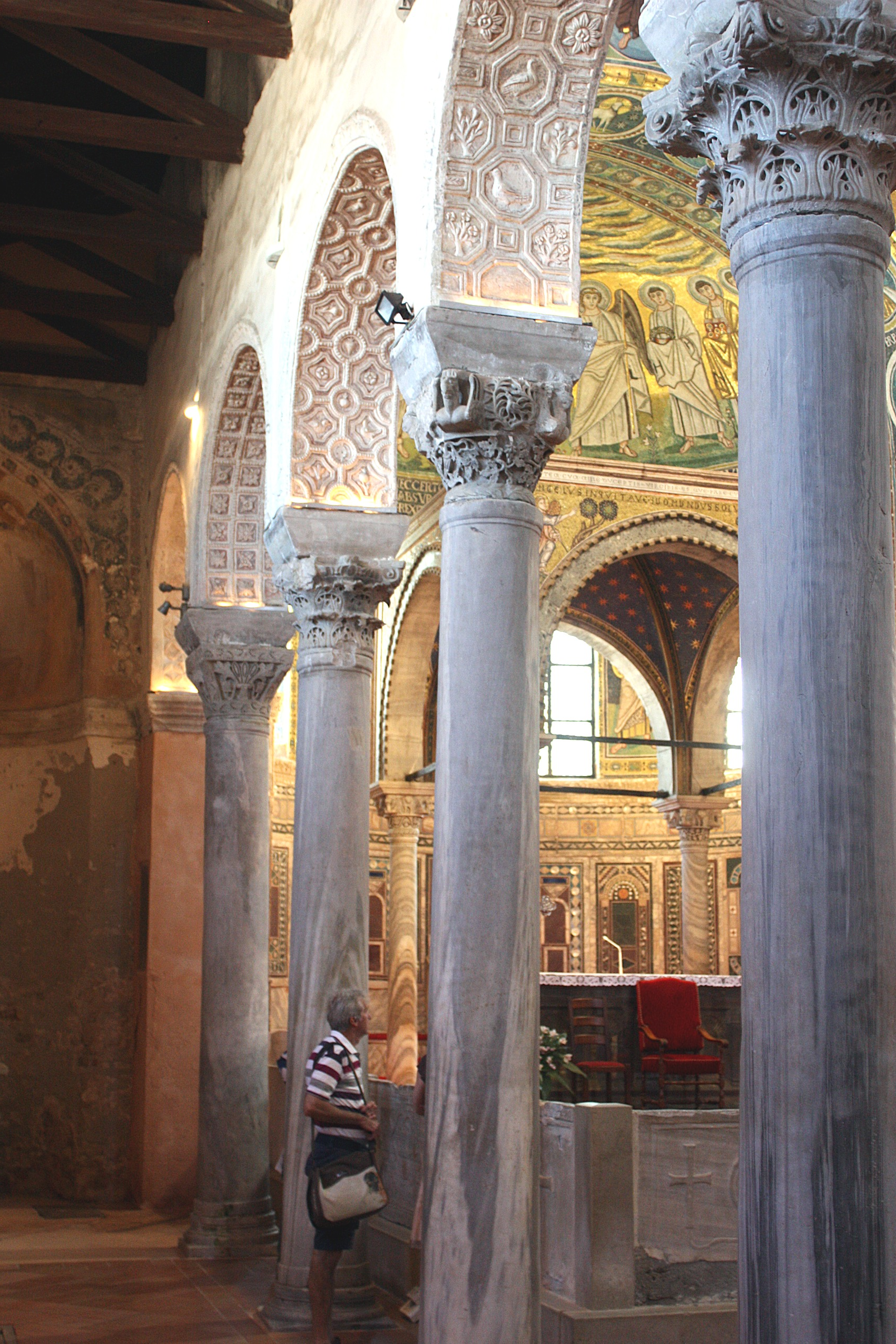
Arcades en stuc.
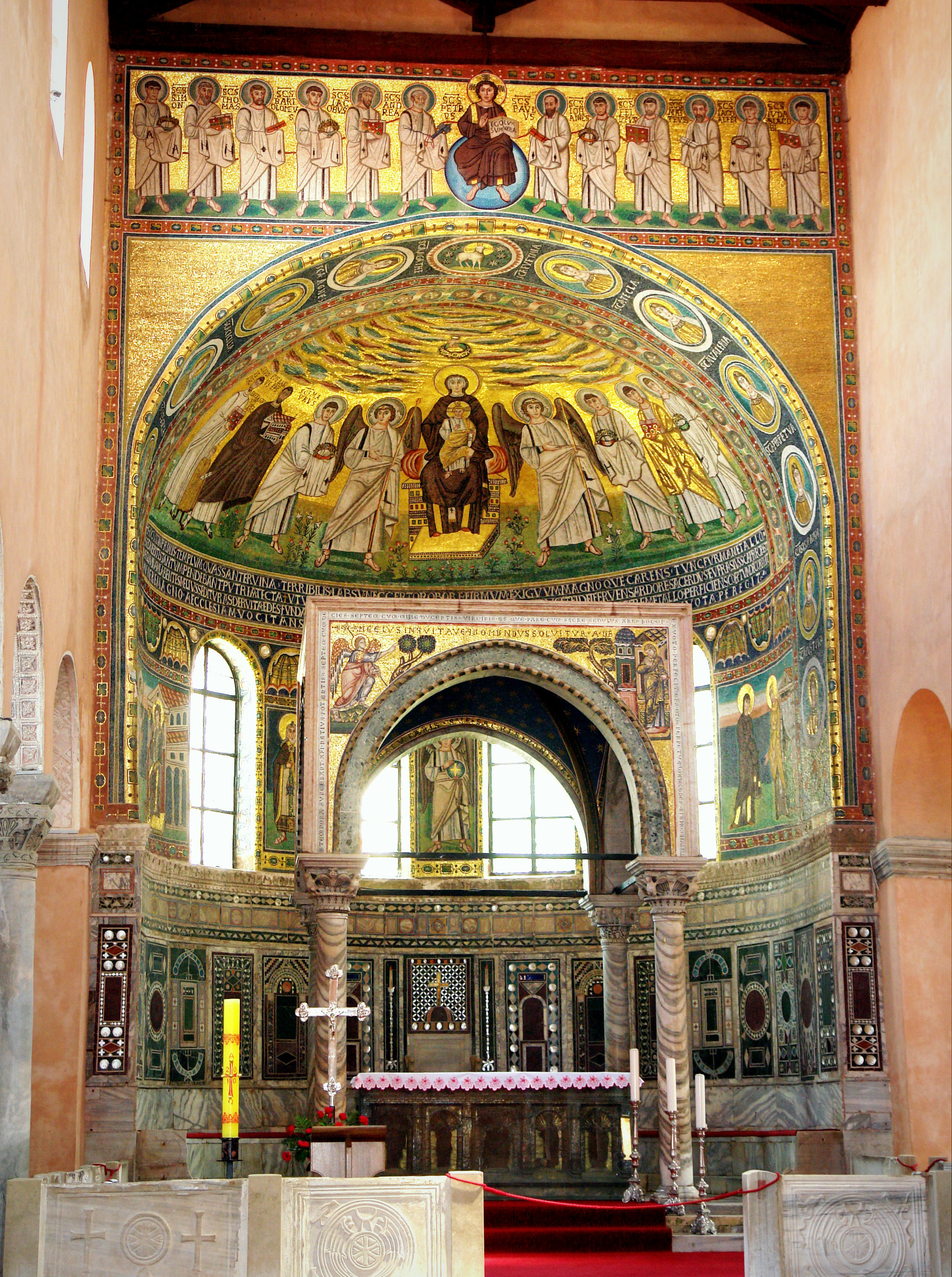
L'abside.

## Mosaïques
Les mosaïques ornant l'abside du sanctuaire sont considérées comme un chef-d'œuvre de l'architecture byzantine. Toutes sont datées du milieu du VIe siècle.
À l'entrée du chœur se trouvent une série de mosaïques représentant le Christ tenant un livre à la main. Sur les pages de l'ouvrage sont inscrits les mots « Ego sum Lux vera » (Je suis la vraie lumière). De part et d'autre du Christ se tiennent les douze apôtres, chacun tenant en main son propre emblème.
La voûte de l'abside est ornée d'une représentation de la Vierge Marie, assise sur son trône céleste et tenant dans ses bras l'enfant Jésus. Au-dessus de sa tête, une main tenant à la main une couronne émerge des nuées, symbolisant la présence divine.

De part et d'autre de la Vierge Marie se tiennent deux anges précédant un cortège d'ecclésiastiques, dont le fondateur de la basilique, l'évêque Euphrasius, canonisé par l'église ultérieurement. Celui-ci tient dans ses mains une représentation de la basilique, destinée à être offerte à la Vierge. Parmi les autres personnages représentés se trouvent plusieurs saints locaux, tels Saint Maur de Parentium, premier évêque de Poreč et du diocèse d'Istrie, ou encore l'archidiacre Claude.

L'enfant représenté entre les deux hommes est accompagné de l'inscription « EVFRASIVS FIL ARC » (Abréviation latine signifiant « Euphrasius, fils de l'archidiacre »).
Les murs de l'abside sont également ornés de mosaïques représentant des scènes de l'Annonciation et de la Visitation.
Le chœur est dominé par un ciborium en marbre daté de 1277.

Le baldaquin, porté par quatre colonnes de marbre est orné de mosaïques. Celles-ci constituent un réemploi des mosaïques d'un ouvrage précédent, et sont contemporaines de la basilique (VIe siècle).
Parmi les œuvres d'art que renferme la basilique se trouve un polyptyque réalisé par le peintre vénitien Antonio Vivarini.

Un tableau représentant « La Cène » est dû au pinceau de l'artiste Palma le Jeune.

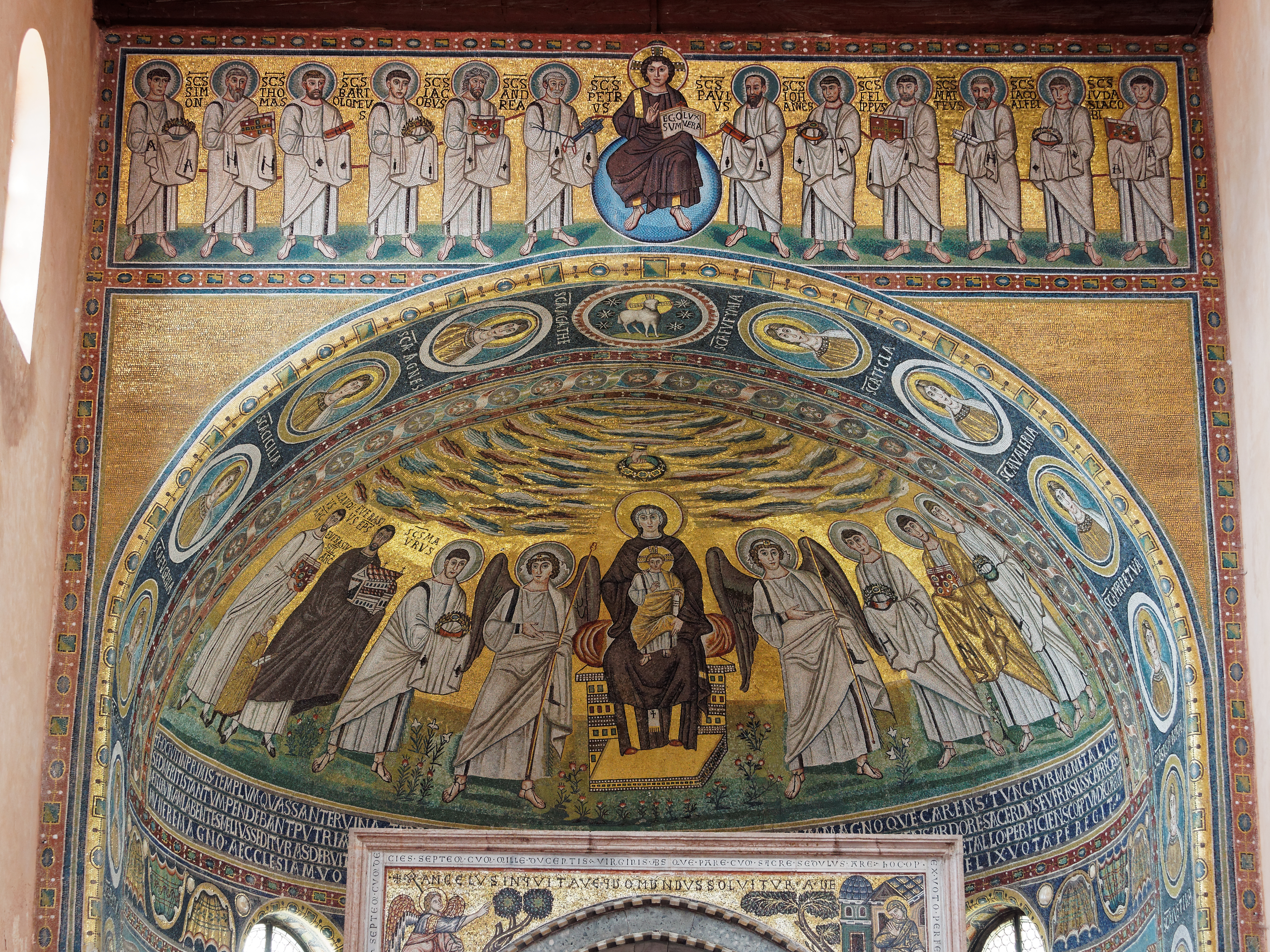
Mosaïques du VIe siècle ornant la voûte de l'abside...
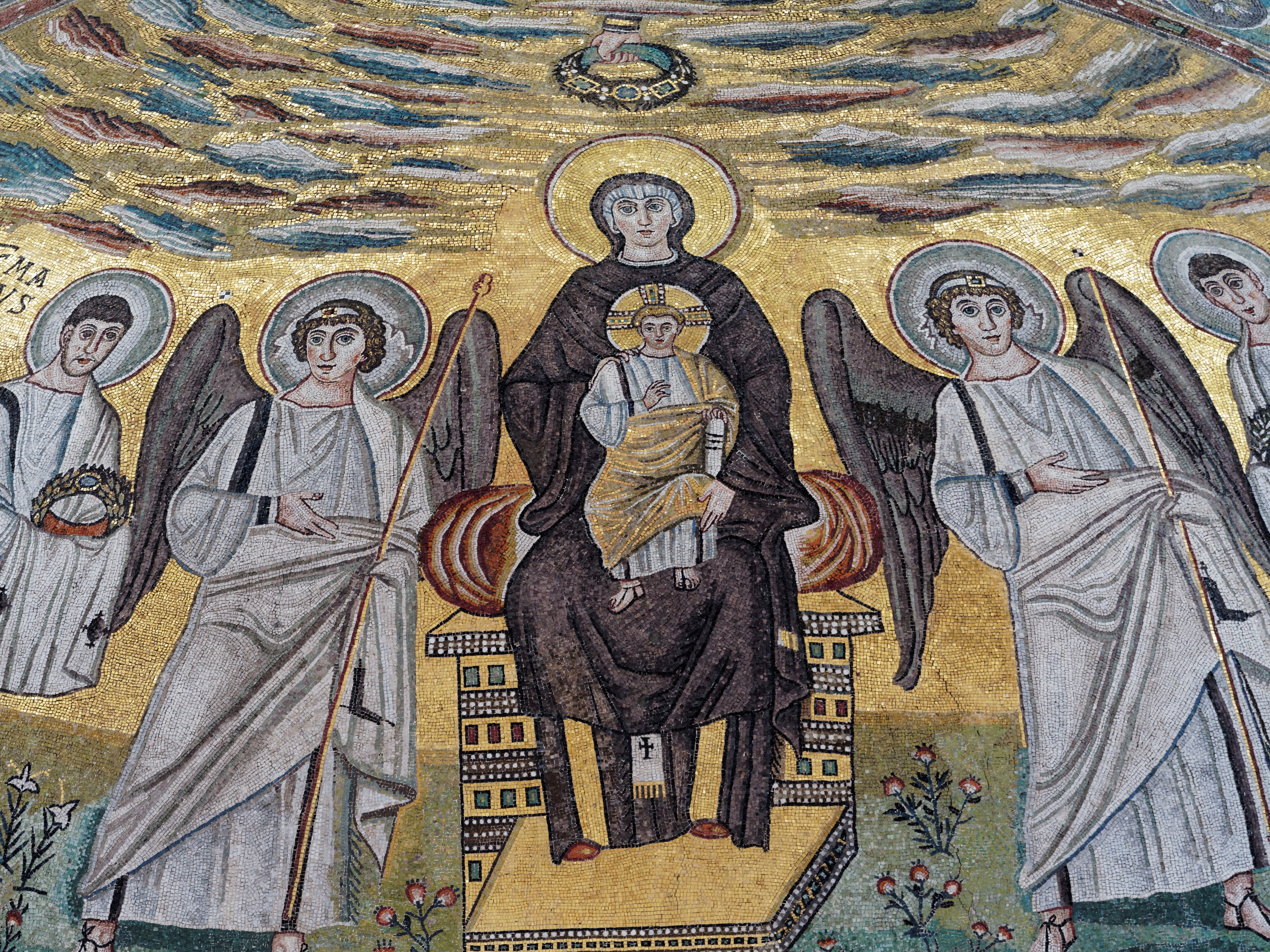
... détail, Vierge en majesté.
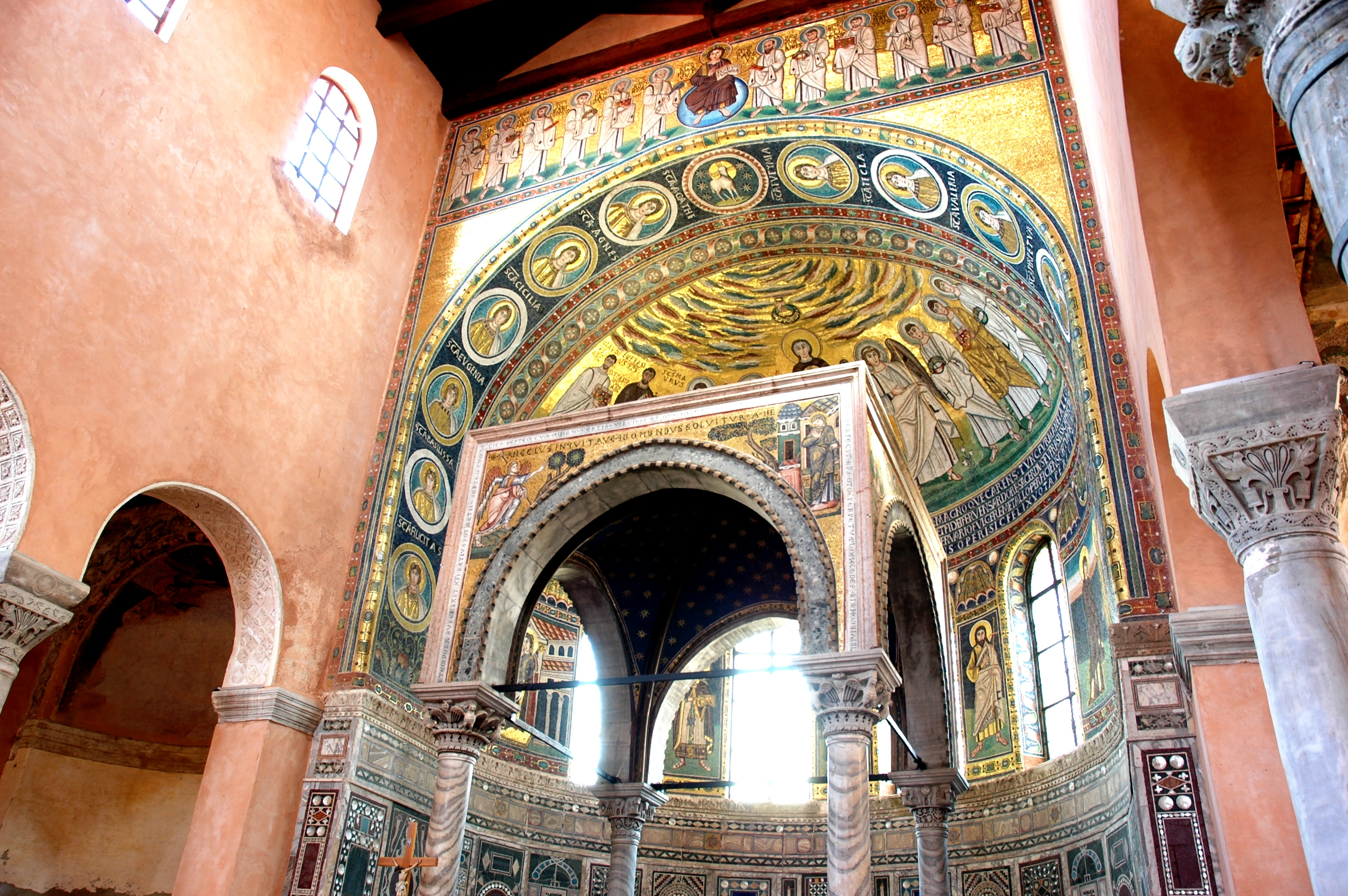
Le ciborium.
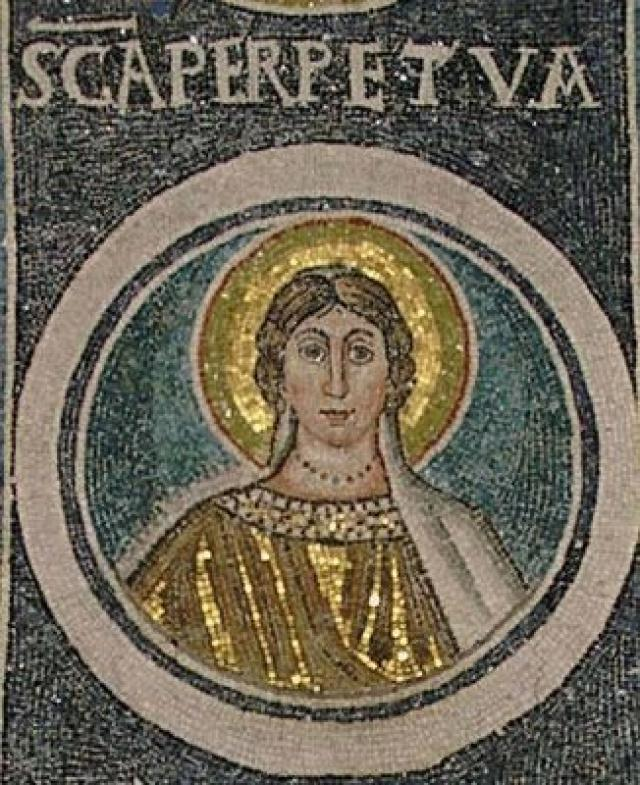
Mosaïque de sainte Perpétue.